# São Raimundo das Mangabeiras
São Raimundo das Mangabeiras – miasto i gmina w Brazylii, w Regionie Północno-Wschodnim, w stanie Maranhão.  
Ma powierzchnię 3521,51 km². Według danych ze spisu ludności w 2010 roku gmina liczyła 17 474 mieszkańców, a gęstość zaludnienia wynosiła 4,96 osób/km². Dane szacunkowe z 2019 roku podają liczbę 18 868 mieszkańców. 
W 2017 roku produkt krajowy brutto per capita wyniósł 20 683,03 reali brazylijskich.
Gminę utworzono w 1949 roku.